# Abadia de Bobbio

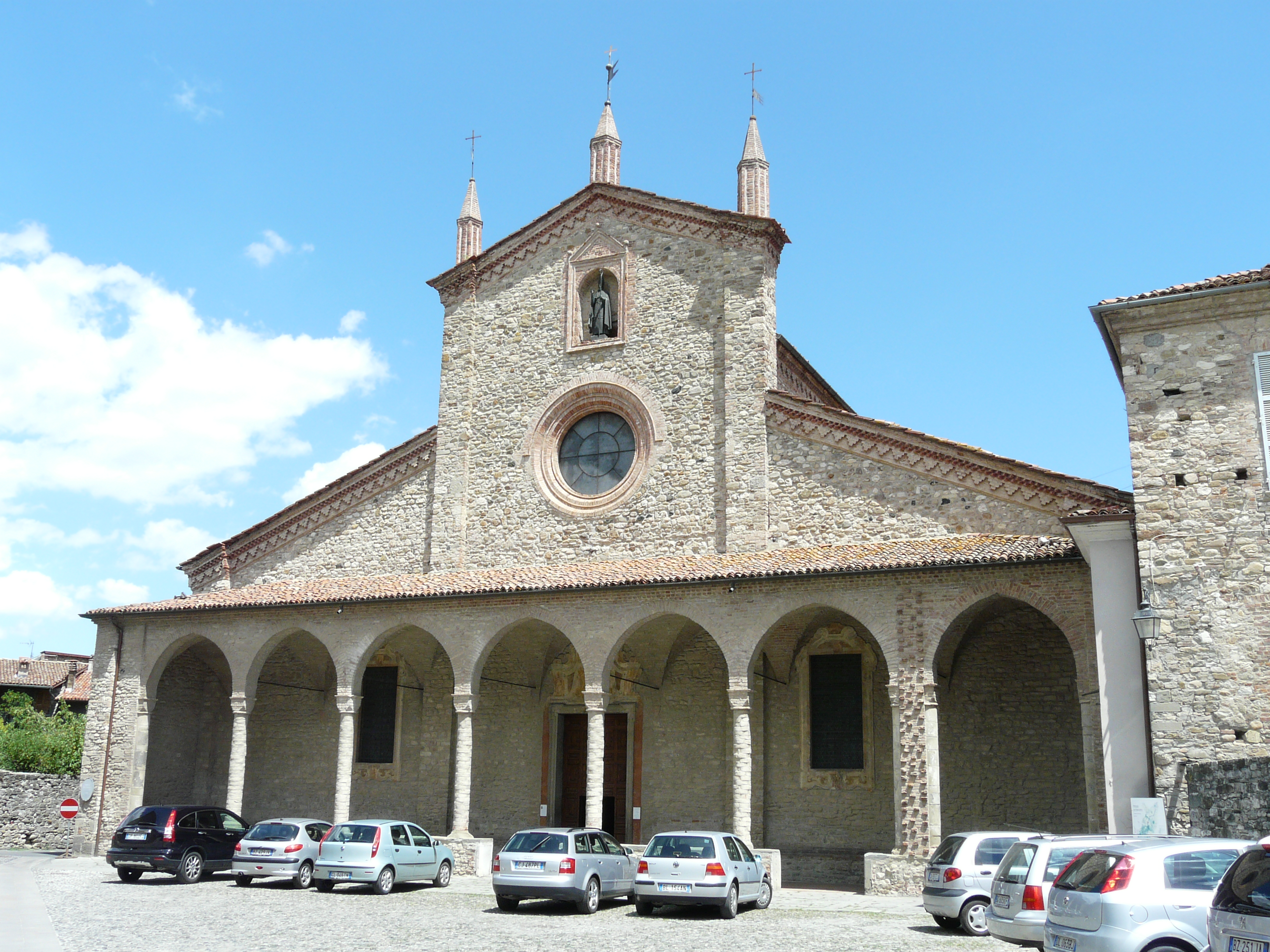
Fachada da Abadia de Bobbio

A Abadia de Bobbio, ou Abadia de São Columbano (em italiano:  Abbazia di San Colombano), é um mosteiro fundado por São Columbano em 614 em Bobbio, na província de Placência, Itália, inicialmente submetido à Ordem de São Columbano.
Atualmente a basílica é uma paróquia da Forania de Bobbio, Alta Val Trebbia, Aveto e Oltre Penice da Diocese de Placência-Bobbio.
Ao longo da Idade Média, foi um dos mais importantes centros monásticos da Europa, junto com Montecassino do norte da Itália entre os séculos VII e XII. Tornou-se famosa por seu Scriptorium, cujo catálogo, em 982, incluiu mais de 700 códices e, após a dispersão em outras bibliotecas, possuía 25 dos 150 manuscritos mais antigos da literatura latina.